# Poliisocianurato

La estructura química generalizada del poliisocianurato muestra el grupo isocianurato. Los polioles se abrevian como grupos R.

El poliisocianurato (/ˌpɒlɪˌaɪsoʊsaɪˈænjʊəreɪt/, en inglés Polyisocyanurate), también conocido como PIR, poliiso o ISO, es un plástico termoestable que suele producirse como espuma y utilizarse como aislamiento térmico rígido. Los materiales de partida son similares a los utilizados en el poliuretano (PUR), salvo que la proporción de metilendifenildiisocianato (MDI) es mayor y en la reacción se utiliza un poliol derivado del poliéster en lugar de un poliol de poliéter. La estructura química resultante es muy diferente, ya que los grupos isocianato del MDI se trimerizan para formar grupos isocianurato que los polioles enlazan entre sí, dando lugar a una estructura polimérica compleja.

## Fabricación
La reacción del (MDI) y el poliol tiene lugar a temperaturas más elevadas en comparación con la temperatura de reacción para la fabricación de PUR. A estas temperaturas elevadas y en presencia de catalizadores específicos, el MDI reaccionará primero consigo mismo, produciendo una molécula anular rígida, que es un intermedio reactivo (un compuesto isocianurato tri-isocianato). El MDI restante y el tri-isocianato reaccionan con el poliol para formar un polímero complejo de poli(uretano-isocianurato) (de ahí el uso de la abreviatura PUI como alternativa a PIR), que se espuma en presencia de un agente espumante adecuado. Este polímero de isocianurato tiene una estructura molecular relativamente fuerte, debido a la combinación de fuertes enlaces químicos, la estructura de anillo del isocianurato y la alta densidad de enlaces cruzados, que contribuyen a una mayor rigidez que la encontrada en poliuretanos comparables. La mayor resistencia de los enlaces también significa que son más difíciles de romper y, como resultado, una espuma de PIR es química y térmicamente más estable: se ha informado de que la ruptura de los enlaces del isocianurato comienza por encima de los 200 °C, en comparación con el uretano entre los 100 y los 110 °C.
El PIR suele tener una relación MDI/poliol, también denominada su índice (basado en la estequiometría isocianato/poliol para producir uretano solo), superior a 180. En comparación, los índices de PUR se sitúan normalmente en torno a 100. A medida que el índice aumenta la rigidez del material también aumenta la fragilidad, aunque la correlación no es lineal. Dependiendo de la aplicación del producto, puede ser deseable una mayor rigidez y estabilidad química y/o térmica. Por ello, los fabricantes de PIR pueden ofrecer varios productos con densidades idénticas pero índices diferentes, en un intento de lograr un rendimiento óptimo para el uso final.

## Usos

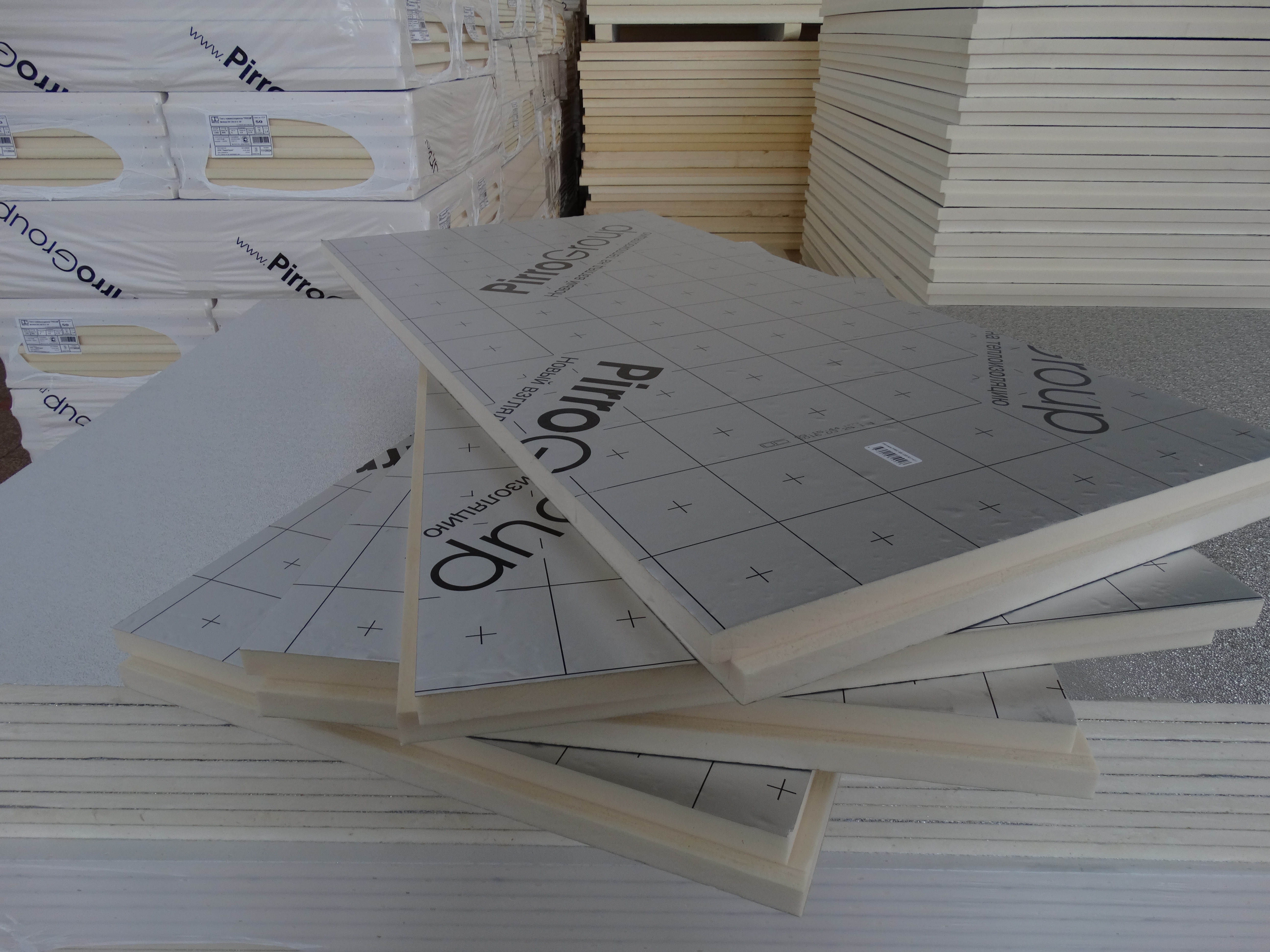
Placas aislantes de poliisocianurato

El PIR se produce normalmente como espuma y se utiliza como aislamiento térmico rígido. Su conductividad térmica tiene un valor típico de 0,023 W/(m-K) (0,16 BTU-in/(hr-ft2-°F)) dependiendo de la relación perímetro/área. Los paneles de espuma de PIR laminados con papel de aluminio puro gofrado se utilizan para la fabricación de conductos preaislados que se emplean en sistemas de calefacción, ventilación y aire acondicionado. Los paneles sándwich prefabricados de PIR se fabrican con revestimientos de acero corrugado protegidos contra la corrosión y unidos a un núcleo de espuma de PIR, y se utilizan ampliamente como aislamiento de tejados y paredes verticales (por ejemplo, para almacenes, fábricas, edificios de oficinas, etc.). Otros usos típicos de las espumas PIR son el aislamiento de tuberías industriales y comerciales, y los medios de tallado/mecanizado (compitiendo con el poliestireno expandido y las espumas rígidas de poliuretano).
La eficacia del aislamiento de la envolvente de un edificio puede verse comprometida por los huecos resultantes de la contracción de los paneles individuales. Los criterios de fabricación exigen que la contracción se limite a menos del 1% (anteriormente 2%[cita requerida]). Incluso cuando la contracción se limita a un valor sustancialmente inferior a este límite, los huecos resultantes alrededor del perímetro de cada panel pueden reducir la eficacia del aislamiento, especialmente si se supone que los paneles proporcionan una barrera de vapor/infiltración. Las capas múltiples con juntas escalonadas, solapadas o machihembradas reducen en gran medida estos problemas. Los poliisocianuratos de diisocianato de isoforona también se utilizan en la preparación de revestimientos de poliuretano basados en polioles acrílicos y poliéteres.

## Riesgos para la salud
El aislamiento PIR puede ser un irritante mecánico para la piel, los ojos y las vías respiratorias superiores durante su fabricación (como el polvo). En los estudios realizados no se ha detectado un aumento estadísticamente significativo del riesgo de enfermedades respiratorias.

### Riesgo de incendio
A veces se afirma que el PIR es ignífugo o que contiene retardantes del fuego, pero estos datos describen los resultados de "pruebas a pequeña escala" y "no reflejan [todos] los riesgos en condiciones de fuego real"; el alcance de los riesgos del fuego no sólo incluye la resistencia al fuego, sino también la posibilidad de que se produzcan subproductos tóxicos en diferentes situaciones de incendio.
Un estudio realizado en 2011 sobre la toxicidad de los materiales aislantes en incendios por el Centro de Ciencias del Fuego y Riesgos de la Universidad de Lancashire Central estudió el PIR y otros materiales de uso común en condiciones más realistas y amplias, representativas de una gama más amplia de riesgos de incendio, y observó que la mayoría de las muertes en incendios se debían a la inhalación de productos tóxicos. El estudio evaluó el grado de liberación de productos tóxicos, analizando la toxicidad, los perfiles de liberación en el tiempo y la letalidad de las dosis liberadas en una serie de incendios con o sin llama y con poca ventilación, y concluyó que el PIR liberaba en general un nivel considerablemente mayor de productos tóxicos que los demás materiales aislantes estudiados (PIR > PUR > EPS > PHF; también se estudiaron las lanas de vidrio y de roca). En particular, se reconoce que el cianuro de hidrógeno contribuye significativamente a la toxicidad de las espumas de PIR (y PUR) en caso de incendio.
Se propuso el uso de placas aislantes de PIR (citadas como los productos FR4000 y FR5000 de Celotex, una empresa de Saint-Gobain) en el exterior de la rehabilitación de la Torre Grenfell de Londres, con tramos verticales y horizontales de 100 mm y 150 mm de grosor respectivamente; posteriormente, "la empresa de Ipswich Celotex confirmó que suministraba materiales aislantes para la rehabilitación". El 14 de junio de 2017, el bloque de pisos se vio envuelto en llamas en menos de 15 minutos desde la cuarta planta hasta la última, la 24ª. La investigación pública del incendio determinó que el material de revestimiento Celotex fue una de las causas principales de la rápida propagación del fuego, ya que eran mucho más inflamables de lo permitido por las normas de construcción. Celotex engañó a los reguladores sobre el comportamiento del revestimiento frente al fuego añadiendo en secreto materiales ignífugos a los paneles de revestimiento que se utilizaron durante las pruebas de seguridad.